# Молтхаус, Кит
Кристофер Лори Молтхаус (англ. Christopher Laurie Malthouse), более известен как Кит Молтхаус (англ. Kit Malthouse; род. 27 октября 1966, Ливерпуль) — британский политик, член Консервативной партии. Младший министр полиции и борьбы с преступностью (2019—2022), в 2021 году получил право участвовать в заседаниях Кабинета. Канцлер герцогства Ланкастерского (2022), министр образования (2022).

## Биография
Родился в 1966 году в Ливерпуле, окончил среднюю школу Ливерпульский колледж. Изучал политику и экономику в Ньюкаслском университете. В 2004 году получил квалификацию бухгалтера в Touche Ross & Company (впоследствии переименована в Deloitte), позднее занимал должность финансового директора в Cannock Group, в 2006 году основал компанию Alpha Strategies PLC и возглавил её. В 1998 году избран в городской совет Вестминстера, где занимал должности главного парламентского организатора консерваторов, вице-спикера и отвечал в администрации за финансовую политику, но в 2006 году вышел из Совета. В 2008 году был избран в Лондонскую ассамблею и через два дня назначен заместителем мэра Лондона Бориса Джонсона по делам полиции. После переизбрания в 2012 году стал первым заместителем мэра по вопросам предпринимательства. В 2014 году ушёл в отставку, занявшись подготовкой к парламентским выборам.
В 2015 году впервые избран в Палату общин в округе Северо-Западный Гэмпшир с результатом 58,1 %, в 2017 и 2019 годах переизбран.
9 января 2018 года назначен парламентским помощником министра труда и пенсий во втором правительстве Терезы Мэй.
9 июля 2018 года вступил в должность младшего министра жилищного строительства, став пятым за три года обладателем этой должности (сменил Доминика Рааба, занимавшего кресло в течение шести месяцев).
25 июля 2019 года при формировании первого правительства Бориса Джонсона назначен младшим министром в Министерство внутренних дел.
15 сентября 2021 года в ходе серии кадровых перестановок во втором правительстве Джонсона получил право при необходимости участвовать в заседаниях Кабинета.
7 июля 2022 года назначен канцлером герцогства Ланкастерского в разгар правительственного кризиса после ухода 50 министров, недовольных руководством премьер-министра Джонсона.
6 сентября 2022 года при формировании правительства Лиз Трасс получил портфель министра образования.
25 октября 2022 года по завершении правительственного кризиса был сформирован кабинет Риши Сунака, в котором Молтхаус не получил никакого назначения.